# Phố Bolsa TV
PhoBolsaTV (PBTV) là một trang báo điện tử và kênh truyền hình mạng trên YouTube được thành lập vào tháng 7 năm 2010 có trụ sở tại Quận Cam, California, Hoa Kỳ. Người sáng lập PBTV và trực tiếp thực hiện các phóng sự là nhà báo Vũ Hoàng Lân. "Phố Bolsa" hay "Bolsa Avenue" là một con phố trong khu Little Saigon, Quận Cam, nơi có đông đảo người Việt hải ngoại đang sinh sống. Câu khẩu hiệu của PBTV là "Không có chuyện gì không thể hỏi.''

## Hoạt động
Phố Bolsa TV chủ trương "làm truyền thông thuần túy, trung thực, không thiên lệch theo bất cứ xu hướng hoặc quan điểm nào." Do vậy, PBTV thường thực hiện được những phóng sự có ý kiến từ cả hai phía: Chính phủ Việt Nam và người dân trong nước hiện do Đảng Cộng sản Việt Nam lãnh đạo và cộng đồng người Việt tại Hoa Kỳ, đặc biệt là thành phần có lập trường chống Cộng. Từ khi thành lập đến nay nhà báo Vũ Hoàng Lân đã có nhiều chuyến đi lại giữa Việt Nam - Hoa Kỳ cũng như cả ba miền Bắc - Trung - Nam để đưa tin. Đặc biệt là các chuyến đi tác nghiệp ra Quần đảo Trường Sa các năm 2012, 2014, 2019 và 2024, do Bộ Ngoại giao Việt Nam tổ chức, đưa đoàn kiều bào ra thăm quần đảo này.
Ngày 30/4/2015, Phố Bolsa TV đã tường thuật cuộc diễu hành và tổ chức lễ kỷ niệm 40 năm ngày 30/4/1975 tại Thành phố Hồ Chí Minh.
Ngày 2/9/2015, Phố Bolsa TV đã tường thuật lễ diễu binh, diễu hành kỷ niệm 70 năm ngày Quốc khánh Việt Nam 2/9/1945.
Các đề tài Phố Bolsa TV thực hiện phần nhiều là các cuộc phỏng vấn lấy ý kiến của những người tị nạn cộng sản ở Quận Cam, California.
Bản thân nhà báo Vũ Hoàng Lân đã nhiều lần được VTV phỏng vấn.
Ngoài phỏng vấn những cư dân ở phố Bolsa, Phố Bolsa TV đã từng phỏng vấn nhiều người nổi tiếng:
Những lãnh đạo Việt Nam Phố Bolsa TV từng phỏng vấn: nguyên Chủ tịch nước Trương Tấn Sang, nguyên Chủ tịch nước Nguyễn Minh Triết, nguyên Chủ tịch nước Nguyễn Xuân Phúc, nguyên Chủ tịch Quốc hội Nguyễn Thị Kim Ngân, Bí thư Thành ủy Thành phố Hồ Chí Minh Nguyễn Thiện Nhân, nguyên Thứ trưởng Bộ Ngoại Giao Nguyễn Thanh Sơn, Thứ trưởng Bộ Ngoại Giao Nguyễn Quốc Cường, Phó thủ tướng Vũ Đức Đam, Thứ trưởng Bộ Ngoại Giao Lê Hoài Trung,...
Những người nổi tiếng Phố Bolsa TV từng được phỏng vấn: cố nhạc sĩ Phạm Duy, MC Nguyễn Cao Kỳ Duyên, ca sĩ Đan Nguyên, ca sĩ Đàm Vĩnh Hưng, NSND Kim Cương, ca sĩ Phương Mỹ Chi, ca sĩ Hương Lan, NSND Hồng Vân, NSƯT Hoài Linh, ca sĩ Thu Phương, ca sĩ Xuân Mai, nhiếp ảnh gia Nick Út, nhà ngoại giao Mỹ Ted Osius, ca sĩ Mỹ Tâm, nhà hoạt động chính trị Lý Tống, võ sĩ Cung Lê, tỷ phú Hoàng Kiều, ca sĩ Tùng Dương, diễn viên Kim Hiền, diễn viên Khánh Hiền, nhà bất đồng chính kiến Mẹ Nấm, nhà bất đồng chính kiến Điếu Cày, blogger Tạ Phong Tần, người sáng lập Trung tâm Thúy Nga Tô Văn Lai.

## Dư luận
Tính đến ngày 13 tháng 9 năm 2023, Phố Bolsa TV có lượng theo dõi kênh Youtube là hơn 1.580.000 người. Đại đa số các ý kiến bình luận đều ủng hộ lập trường của các thành viên được mời tham gia phỏng vấn như luật sư Trịnh Quốc Thiên, anh Nguyễn Hồng Phúc...